# ديانا غارنت
ديانا غارنت (بالإنجليزية: Diana Garnett)‏ هي مغنية أمريكية، ولدت في 25 أغسطس 1988 في واشنطن العاصمة في الولايات المتحدة.

## وصلات خارجية
- موقع رسميالموقع الرسمي
- ديانا غارنت على موقع IMDb (الإنجليزية)
- ديانا غارنت على موقع ميوزك برينز (الإنجليزية)
- ديانا غارنت على موقع ديسكوغز (الإنجليزية)
- ديانا غارنت على موقع كينوبويسك (الروسية)
- ديانا غارنت على موقع ANN person (الإنجليزية)